# Општина Мираслау (Алба)
Мираслау (рум. Mirăslău) општина је у Румунији у округу Алба.
Општина се налази на надморској висини од 337 m.